# Comuna Unguraș, Cluj

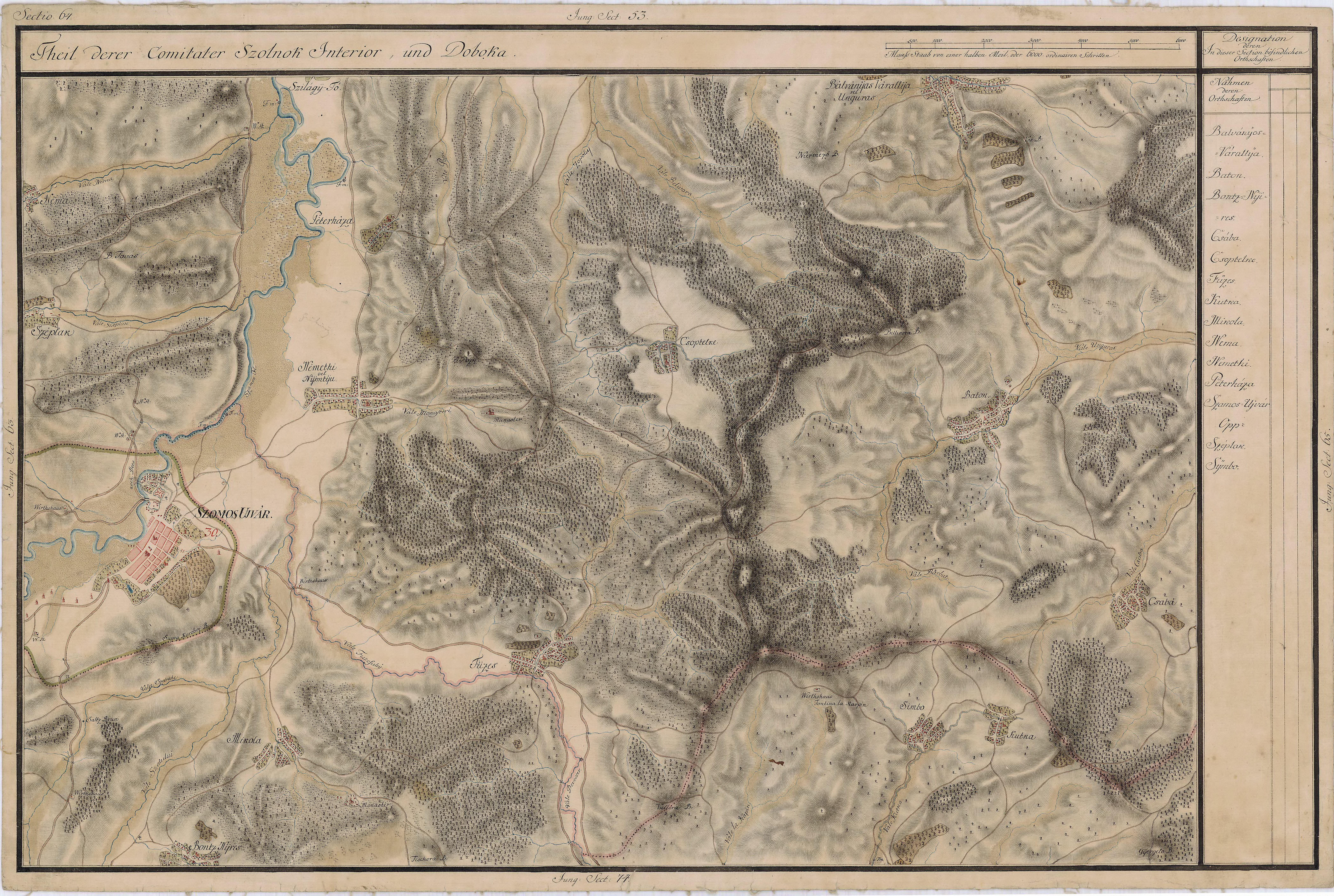
Unguraș pe Harta Iosefină a Transilvaniei, 1769-1773

Unguraș (în maghiară Bálványosváralja, în germană Balvanyos) este o comună în județul Cluj, Transilvania, România, formată din satele Batin, Daroț, Sicfa, Unguraș (reședința) și Valea Ungurașului.
Comuna Unguraș, situată pe valea Bandăului, la cca 12 km sud-est de municipiul Dej. 
Comuna  este importantă din punct de vedere turistic prin două vestigii turistice: ruinele cetății construită în secolul al XVIII- le. Stăpânită de mai mulți voievozi din Transilvania. Pentru sprijinul acordat de Petru Rareș, voievodului Ioan Zapolya, prin tratatul de la Lipova (mai 1529), alături de alte domenii, dăruiește Domnului Moldovei și Cetatea Ungurașului.

## Istoric
Așezare locuită din perioada preromană, înainte de anul 106 d.Chr..
Satul Unguraș este atestat documentar din 1269, sub numele de Castrum Balwanius . De-a lungul timpului apare menționat sub diverse denumiri:
-1291 Balvanius
-1325 Castellanus de Balvanus
-1332-1337 Warala, Balvanus
-1370 Villa Varallya
-1456 Waralya
-1492 Waralya si Marnya
-1593 Varallia
-1612 Bálványos-Váralya
-1639 Bálványosvárallya
-1643 Bálványosvárallia ori Mariafalva
-1662 Varalja
-1808 Unguraș
A aparținut de comitatul Solnocul Interior, iar după reorganizarea din 1876/77 a trecut în Comitatul Solnoc-Dăbâca, ulterior a intrat în componența județului Someș, pentru ca în final să devină parte a județului Cluj.

## Descoperiri arheologice
Se atestă descoperirea, înainte de anul 1877 a câtorva cupe din bronz și din aramă, din perioada preromană. Cupele aveau diametre cuprinse între 11-17 cm și înălțimi între 5-8 cm, unele fiind lustruite, ornate simplu cu câteva șiruri de perle (sic), iar altele cu muchii.

## Primari
- 2004-2008: Gavril Abrudean (PNL)
- din 2008: Ildiko Mureșan (UDMR)
- 2024 Alin Cristian Rotar (PSD)

## Date geologice
În subsolul regiunii există o importantă acumulare de sare gemă, care se extinde între localitățile Unguraș și Nireș de-a lungul Văii Bandău, afluent al Someșului Mic. Corpul de sare are o lungime de cca 5 km (oríentare est-vest), o lățime de 0,6-1 km și o grosime de 200-400 m. Masivul de sare face parte din zona puțin tectonizată de la nord de Gherla, unde sarea a conservat în bună parte poziția stratigrafică inițială, fiind supusă doar la ușoare fenomene de lentilizare, boltire și laminare.
Pe teritoriul acestei localități se găsesc izvoare sărate, saramura fiind întrebuințată din vechi timpuri de către localnici.

## Obiective turistice
- Cetatea Unguraș
- Biserica Reformată-Calvină din secolul al XIV-lea (inițial Romano-Catolică).

## Demografie
Componența etnică a comunei Unguraș
     Maghiari (59,72%)
     Români (35,69%)
     Romi (2,37%)
     Alte etnii (0,12%)
     Necunoscută (2,09%)
Componența confesională a comunei Unguraș
     Reformați (44,78%)
     Ortodocși (34,38%)
     Adventiști (8,84%)
     Penticostali (5,36%)
     Greco-catolici (2,17%)
     Romano-catolici (1,35%)
     Alte religii (0,74%)
     Necunoscută (2,37%)
Conform recensământului efectuat în 2021, populația comunei Unguraș se ridică la 2.443 de locuitori, în scădere față de recensământul anterior din 2011, când fuseseră înregistrați 2.777 de locuitori. Majoritatea locuitorilor sunt maghiari (59,72%), cu minorități de români (35,69%) și romi (2,37%), iar pentru 2,09% nu se cunoaște apartenența etnică. Din punct de vedere confesional, cei mai mulți locuitori sunt reformați (44,78%), cu minorități de ortodocși (34,38%), adventiști (8,84%), penticostali (5,36%), greco-catolici (2,17%) și romano-catolici (1,35%), iar pentru 2,37% nu se cunoaște apartenența confesională.

## Politică și administrație
Comuna Unguraș este administrată de un primar și un consiliu local compus din 11 consilieri. Primarul, Cristian-Alin Rotar[*], de la Partidul Social Democrat, este în funcție din 1 noiembrie 2024. Începând cu alegerile locale din 2024, consiliul local are următoarea componență pe partide politice:
|  | Partid                                 | Consilieri | Componența Consiliului | Componența Consiliului | Componența Consiliului | Componența Consiliului |
|  | -------------------------------------- | ---------- | ---------------------- | ---------------------- | ---------------------- | ---------------------- |
|  | Partidul Social Democrat               | 4          |                        |                        |                        |                        |
|  | Uniunea Democrată Maghiară din România | 4          |                        |                        |                        |                        |
|  | Partidul Național Liberal              | 2          |                        |                        |                        |                        |
|  | Uniunea Salvați România                | 1          |                        |                        |                        |                        |

### Evoluție istorică
De-a lungul timpului populația comunei a evoluat astfel:

## Personalități
- Varaljai Marton, învățat
- Misztotfalusi Kis Miklos, scriitor și tipograf
- Fekete Mihaly (1820-1871), pedagog

## Imagini

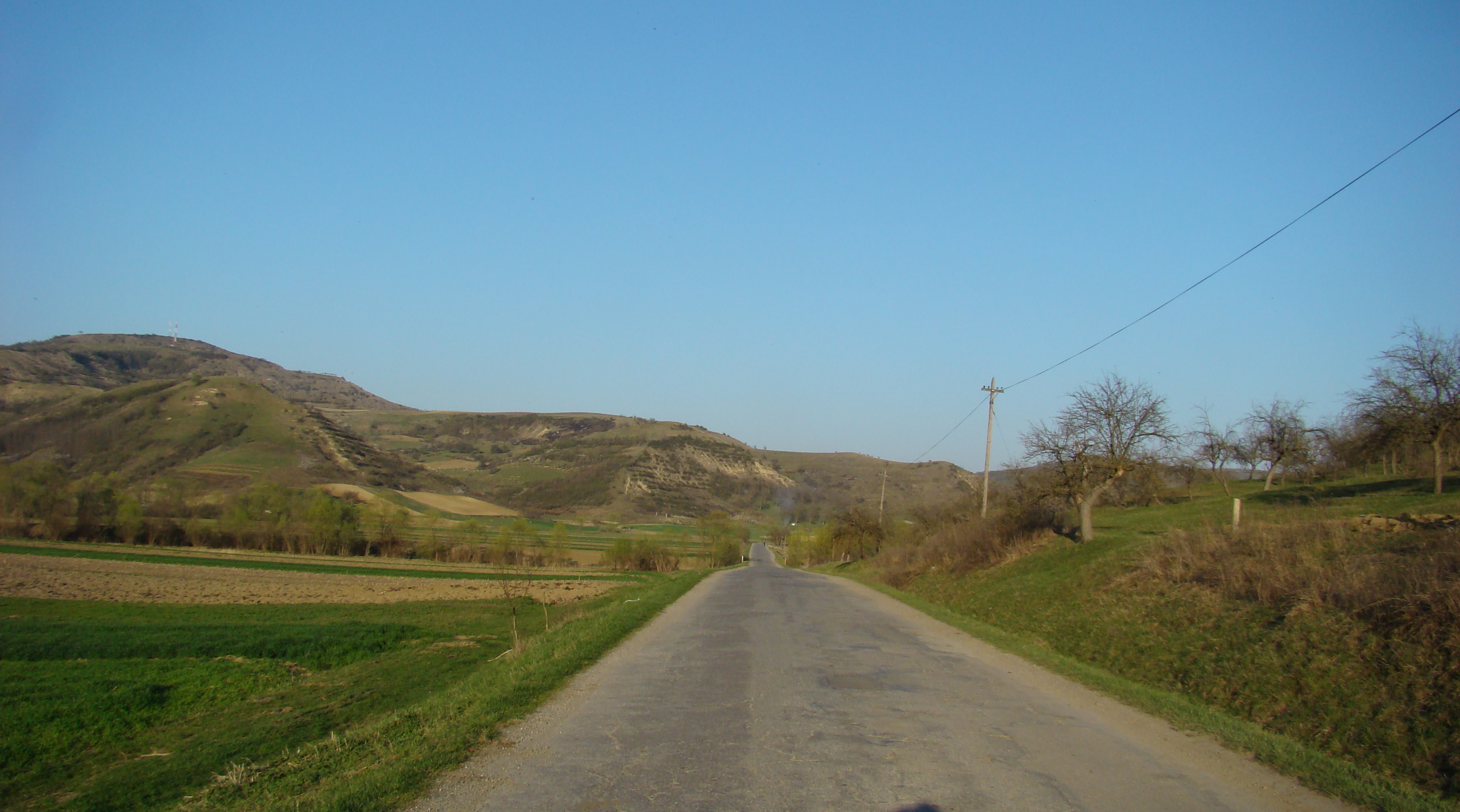
Drumul Unguraș-Nireș
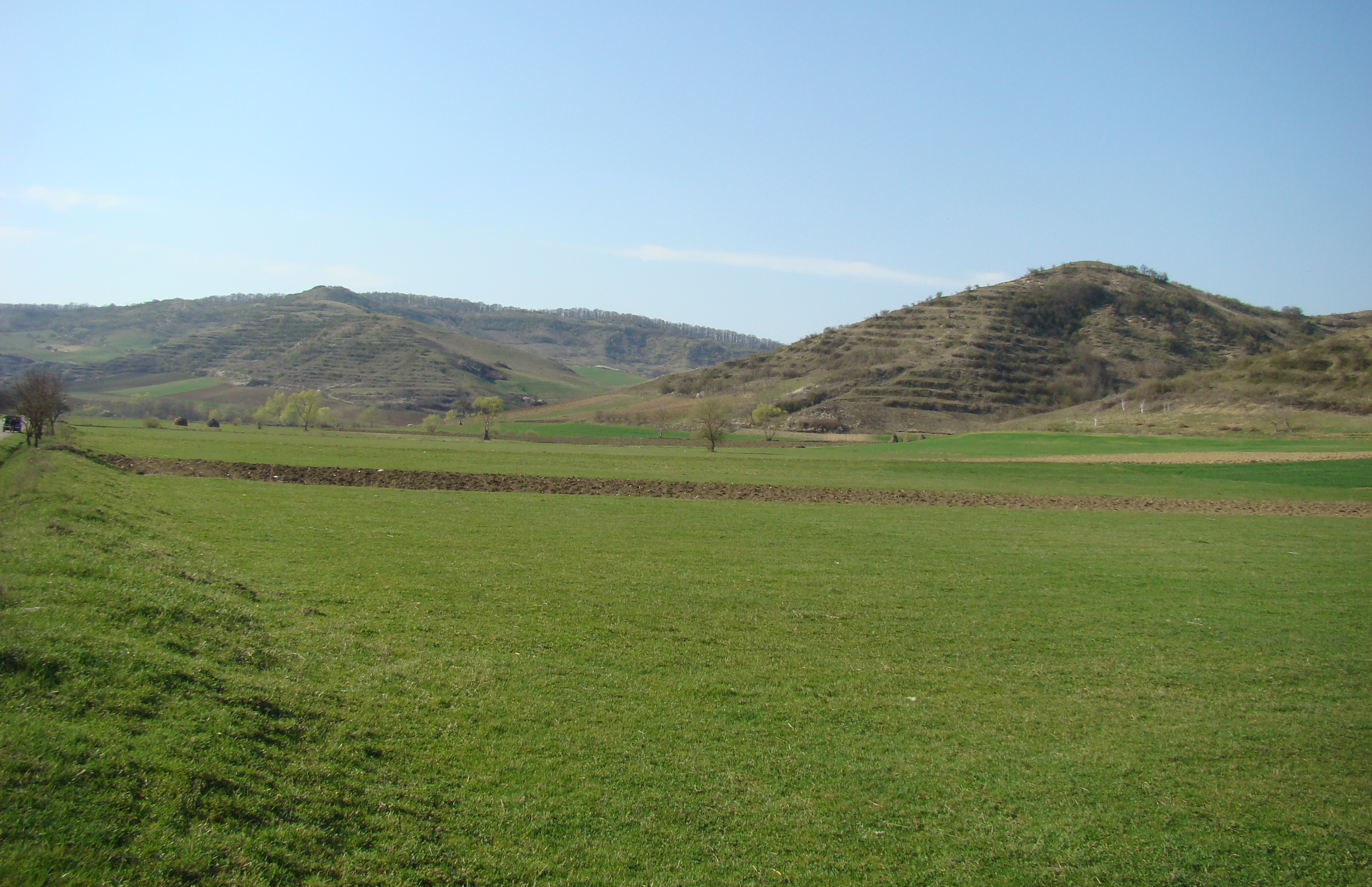
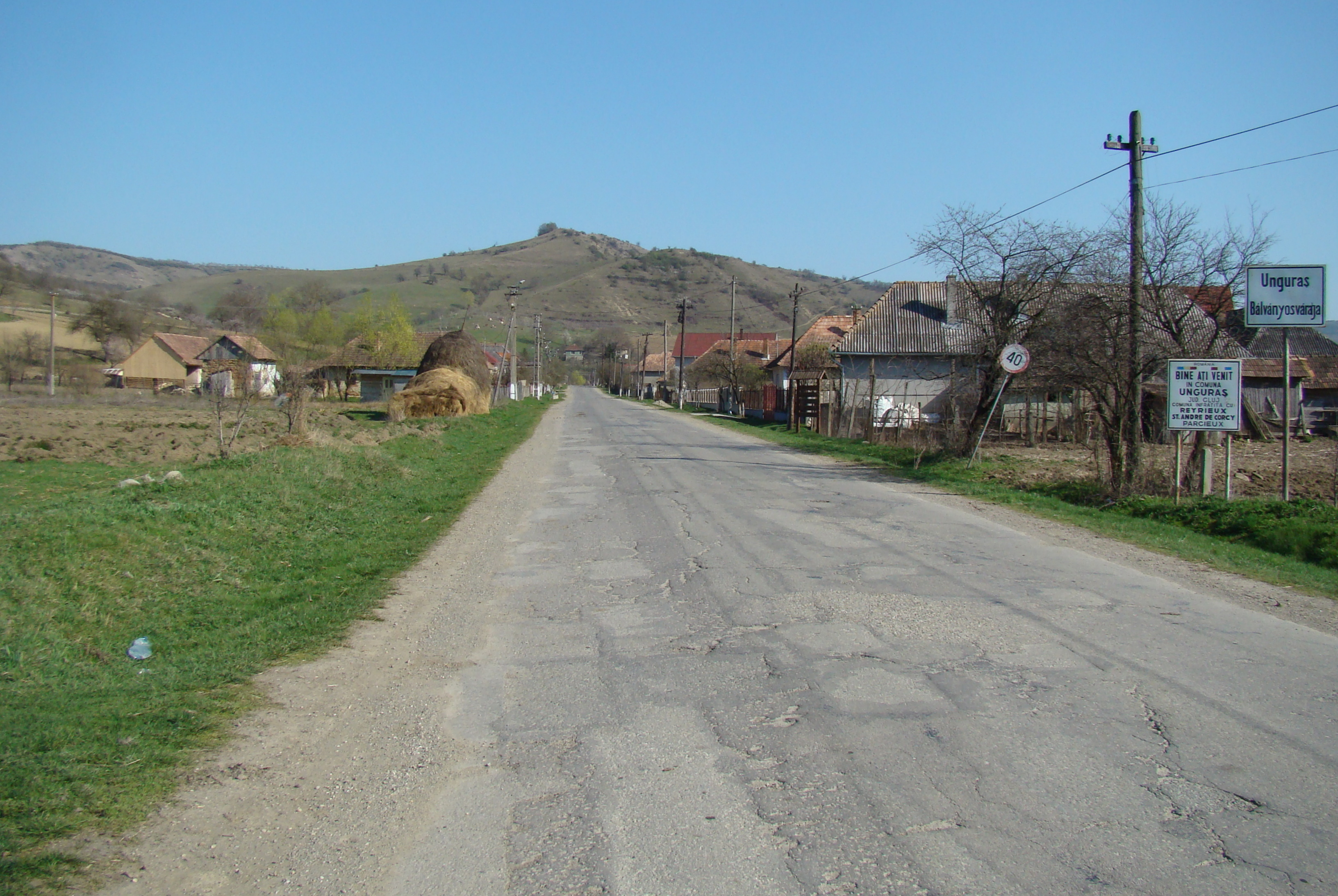
Intrarea în comună
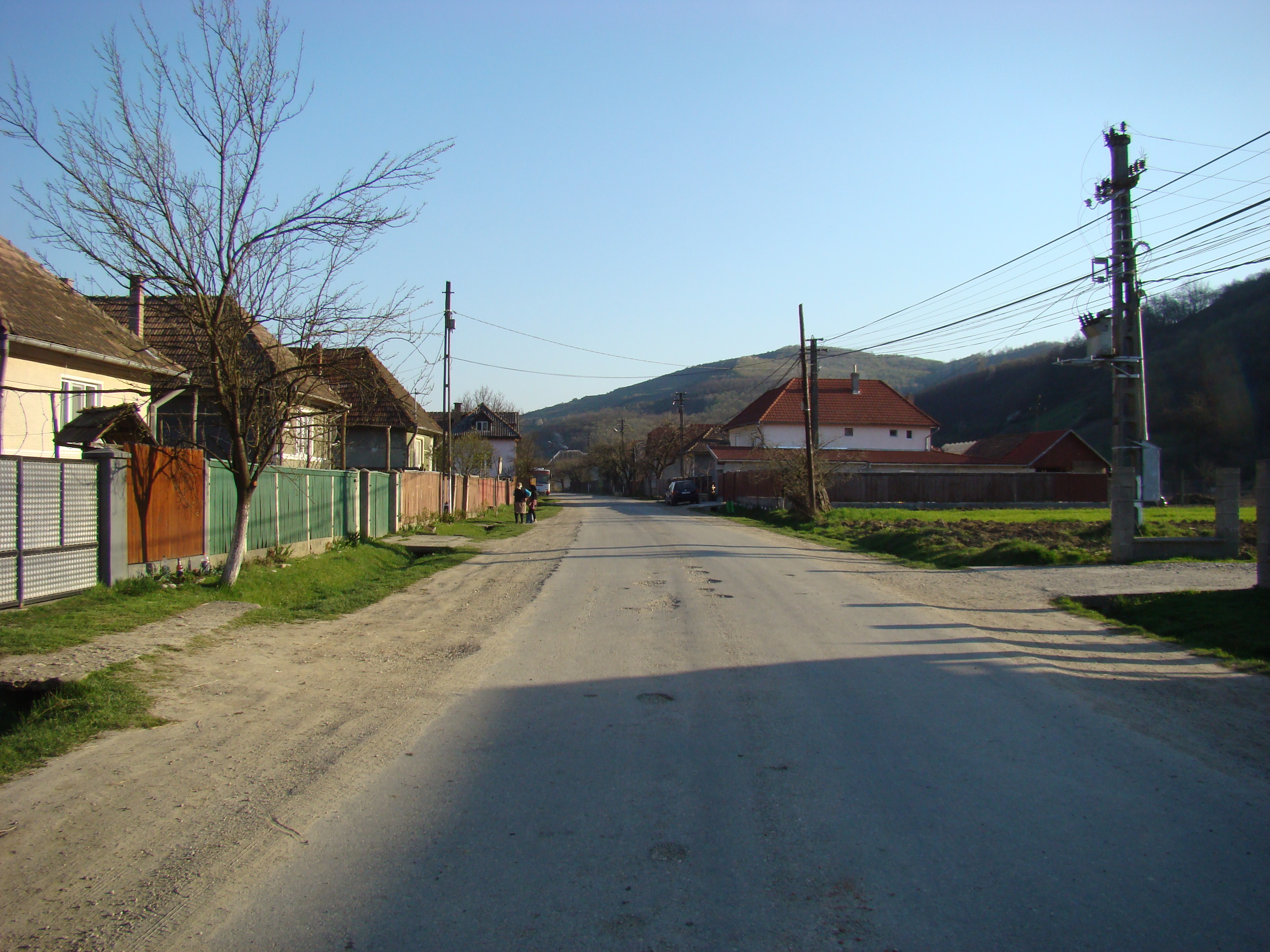
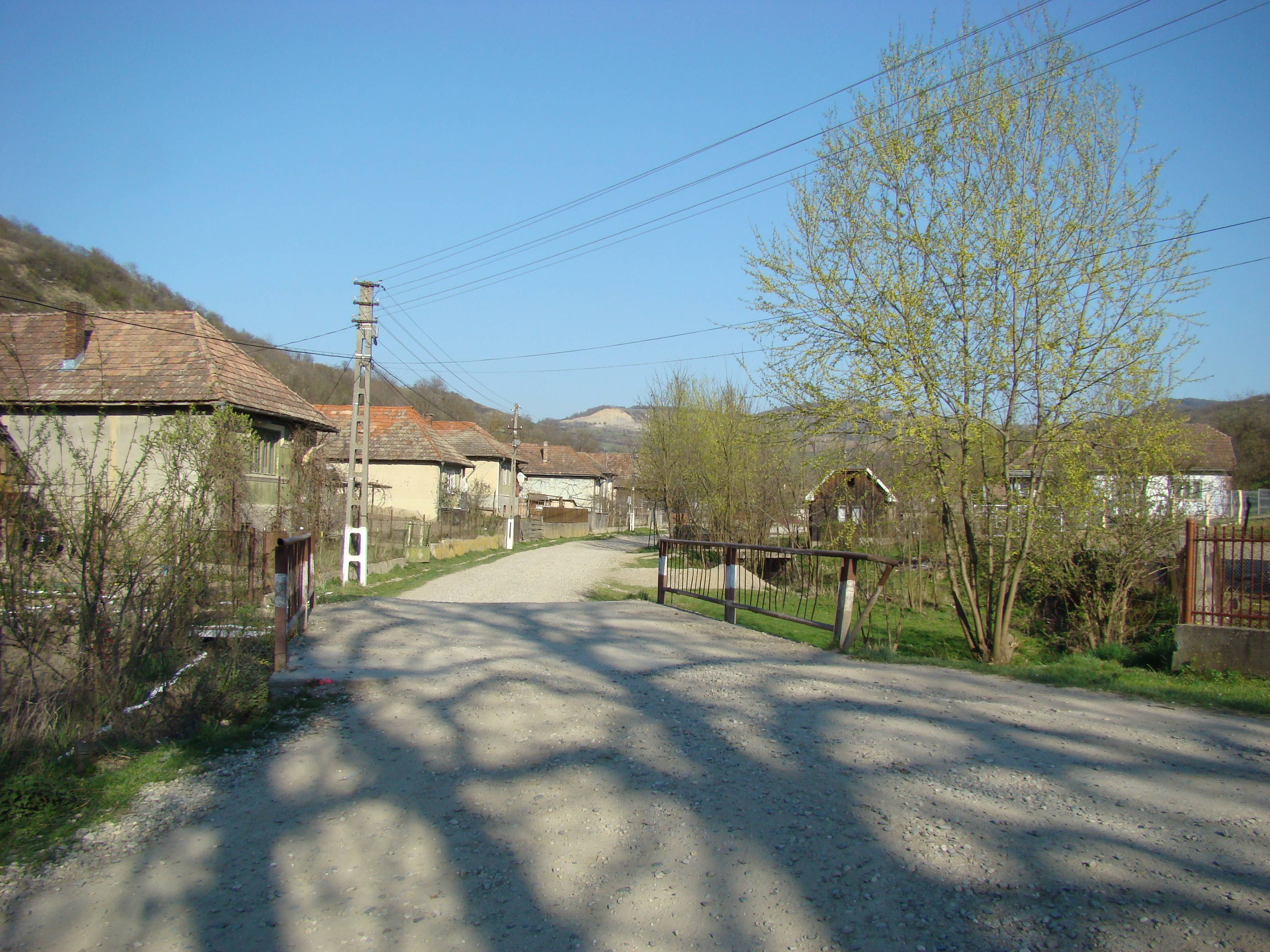
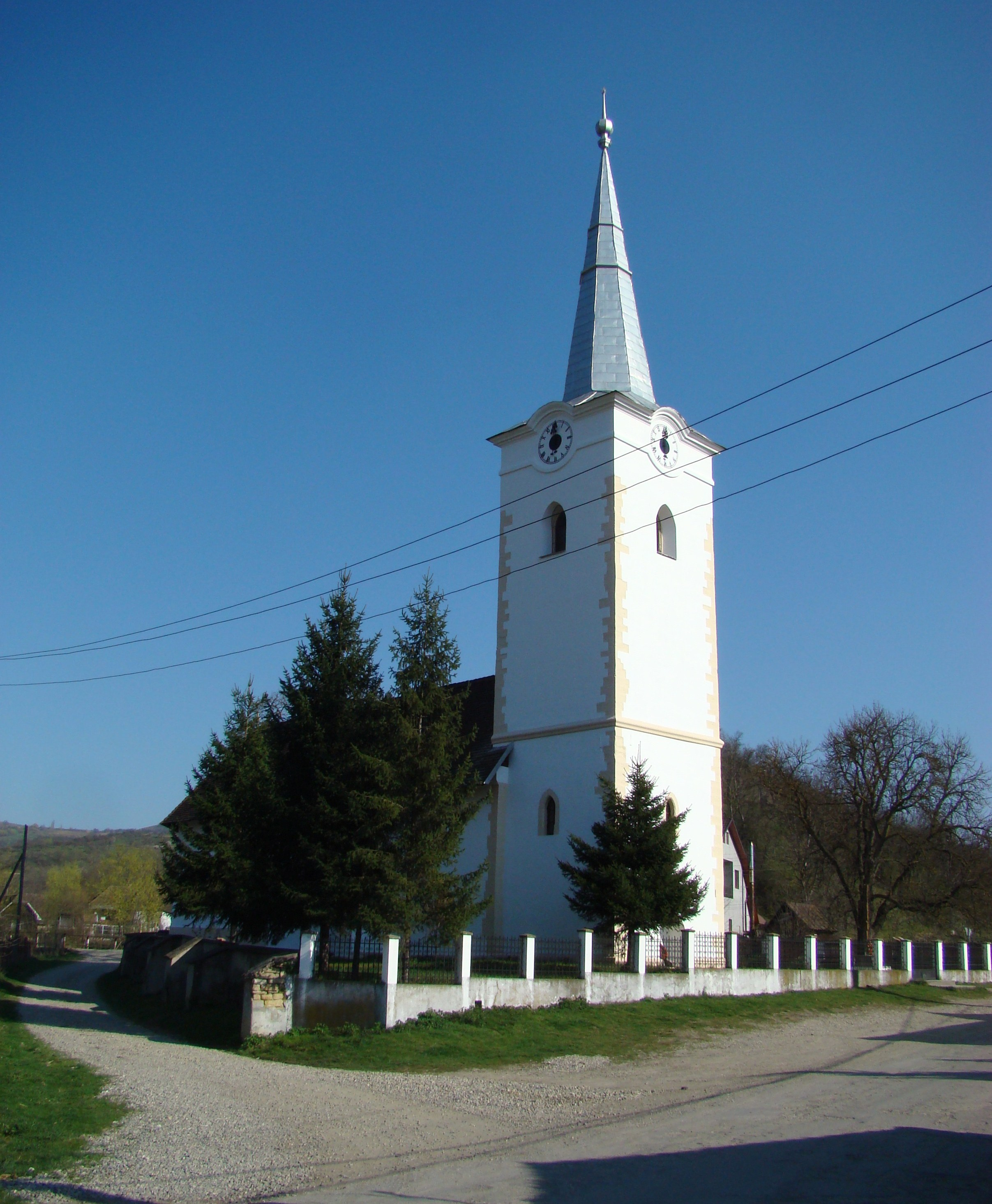
Biserica reformată din Unguraș (monument istoric)
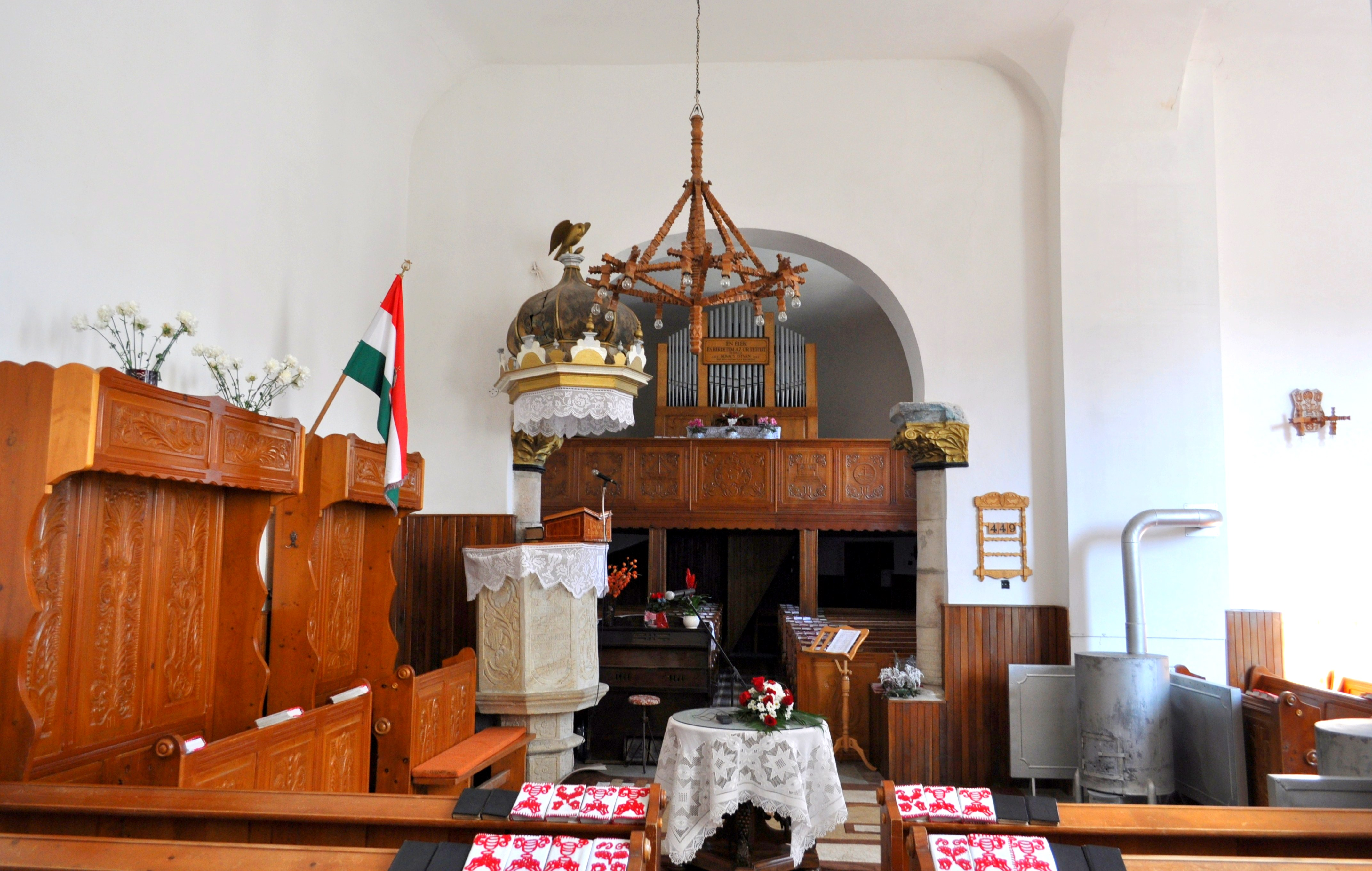
Biserica reformată din Unguraș
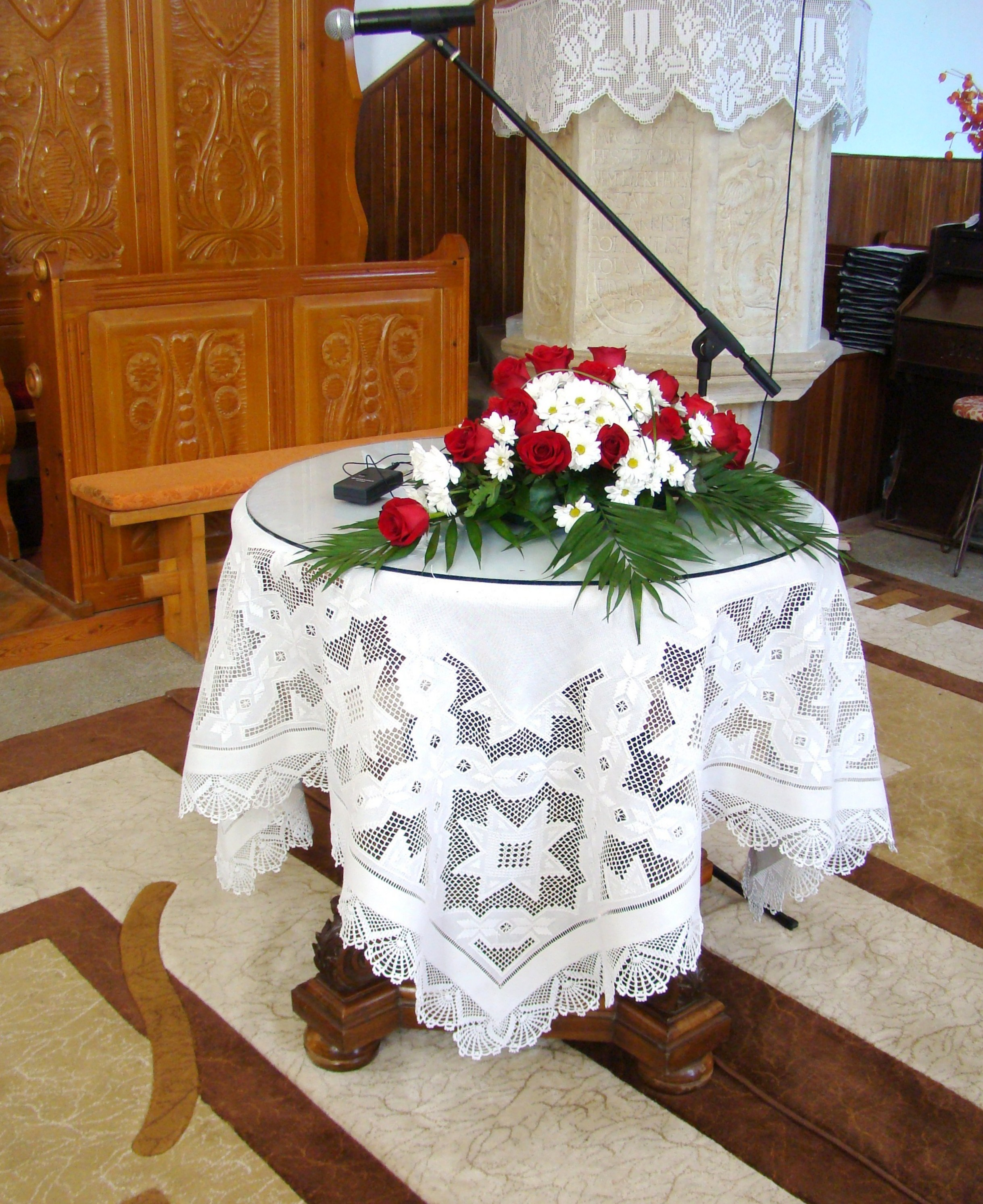
Masa Domnului
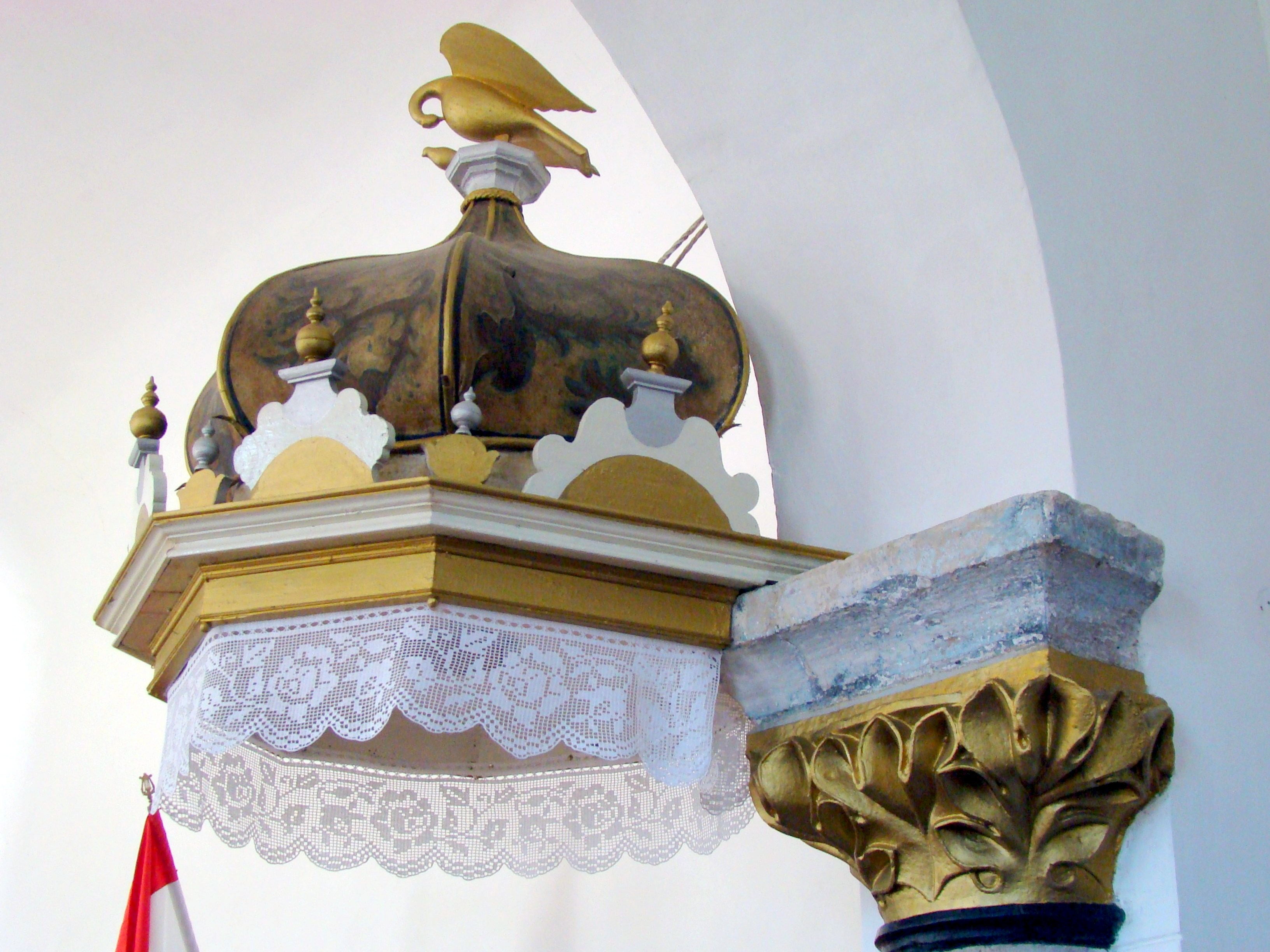
Coroana amvonului
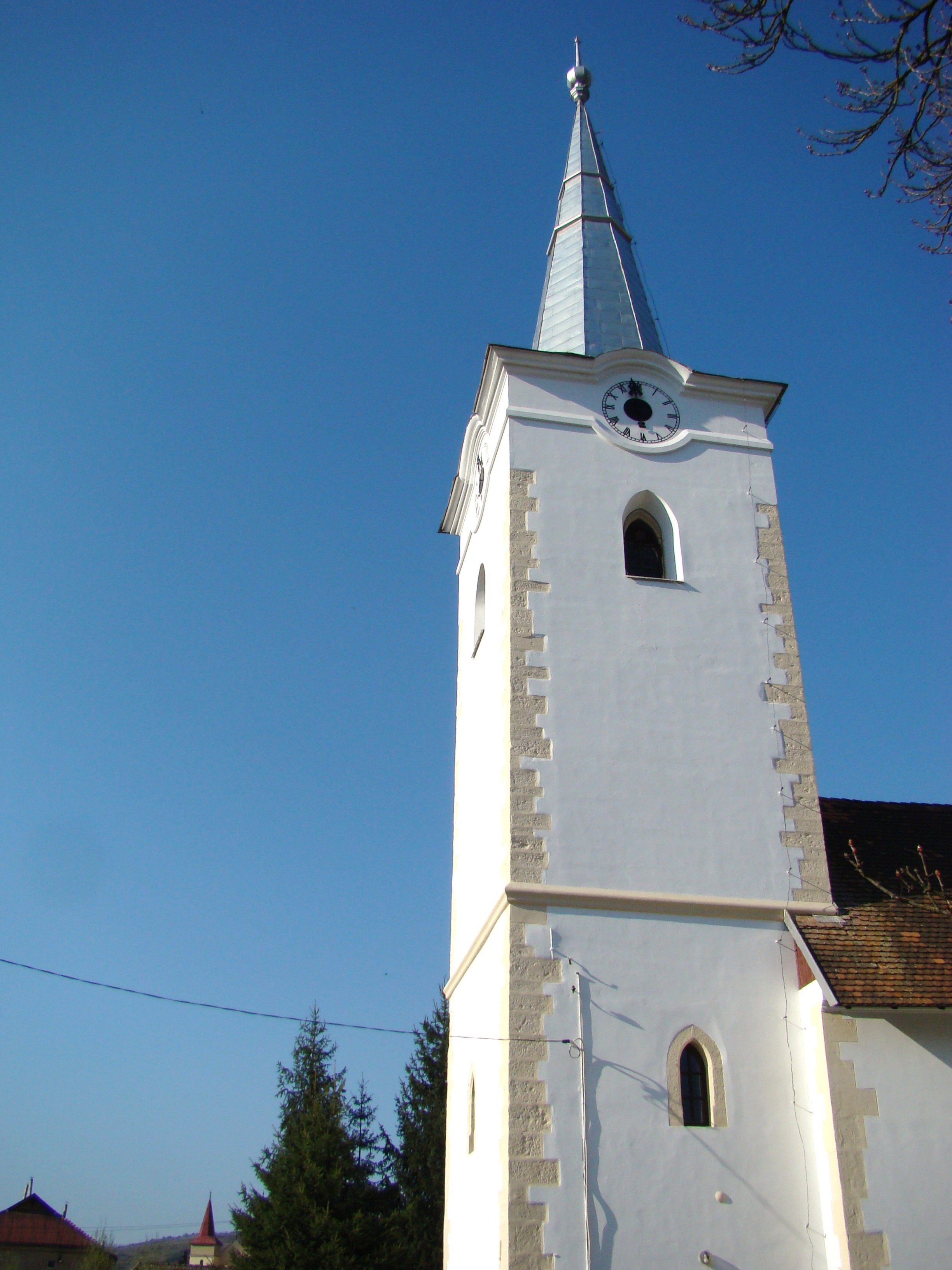
Turnul
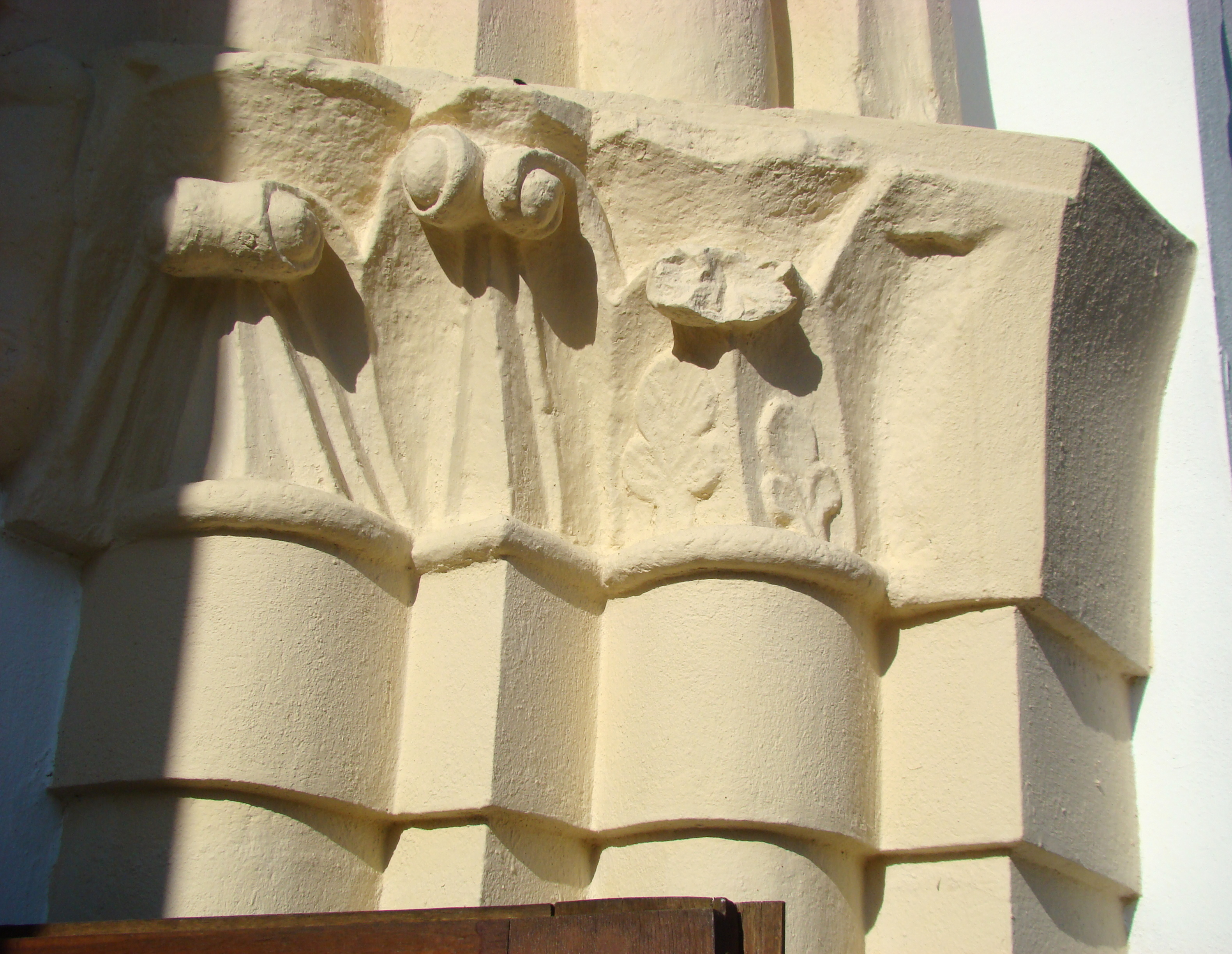
Portalul intrării (detaliu)
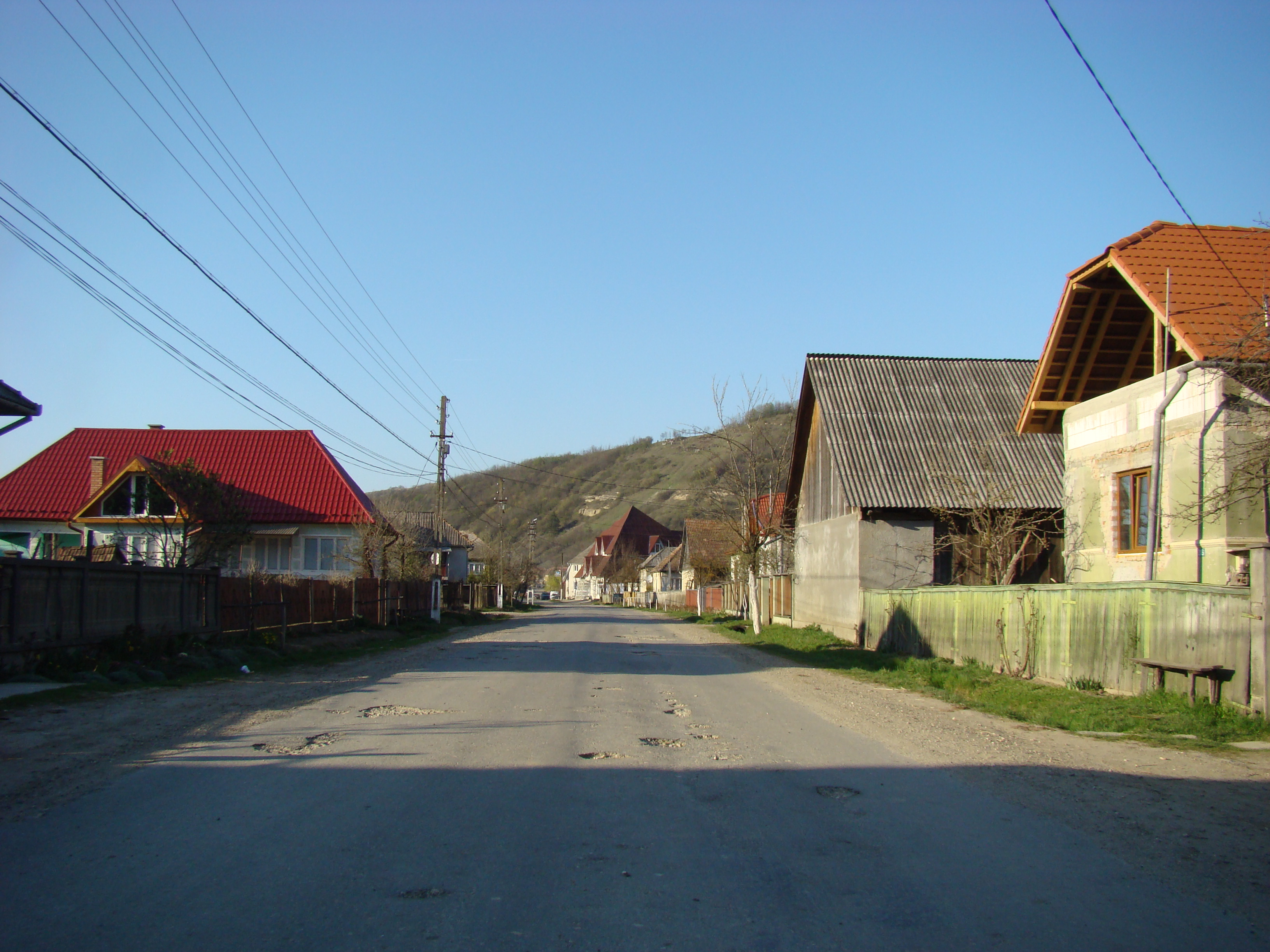
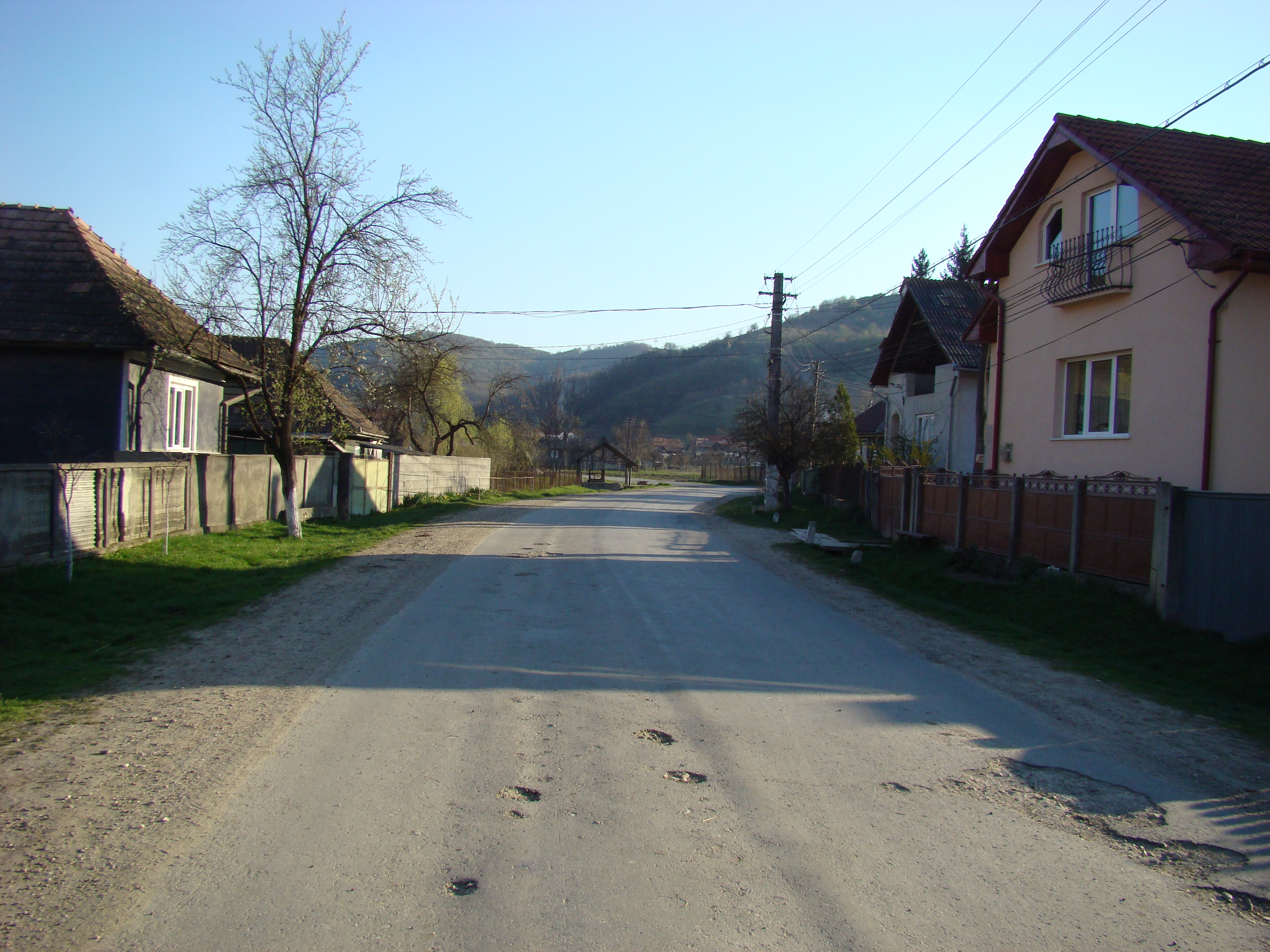
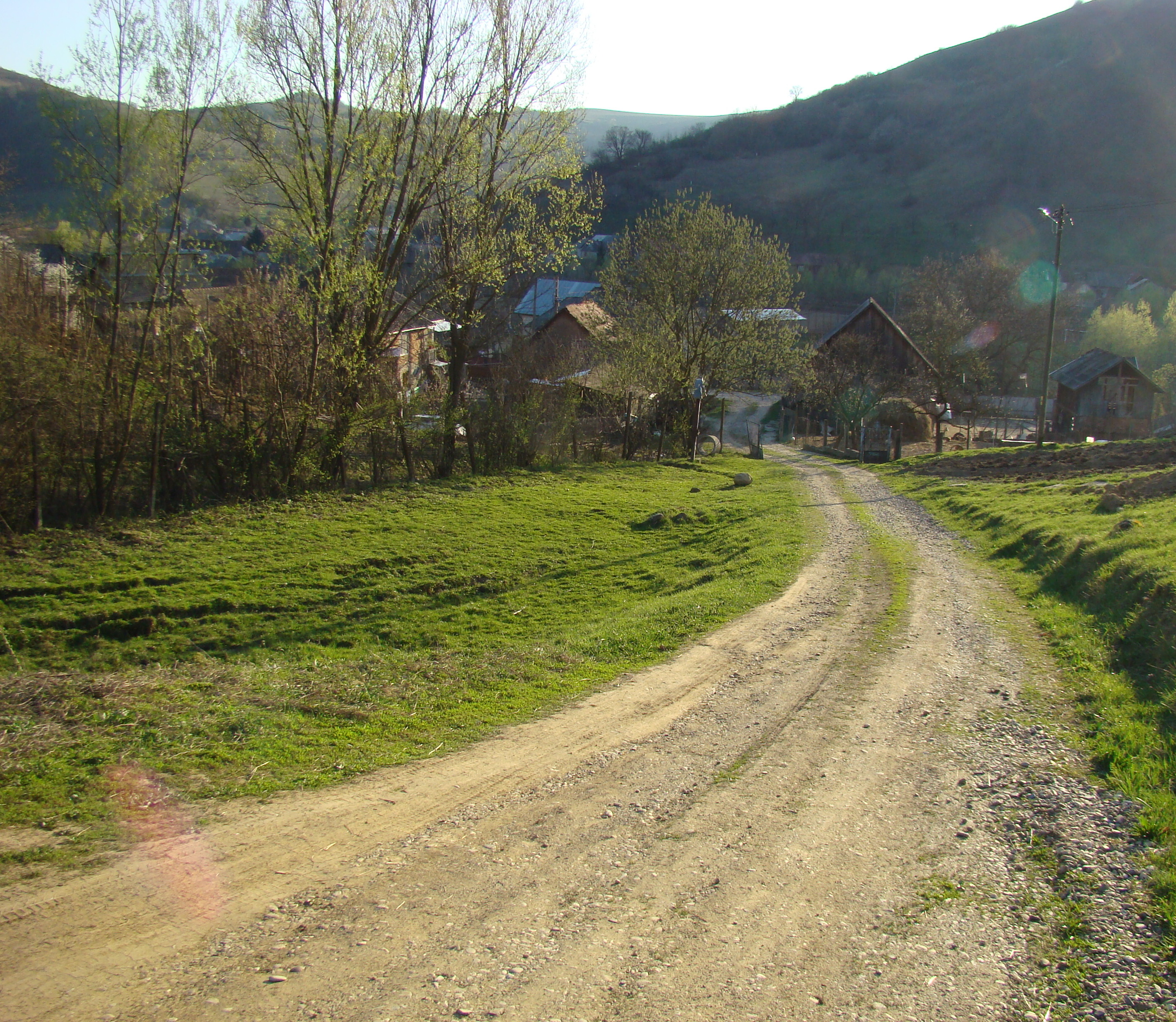
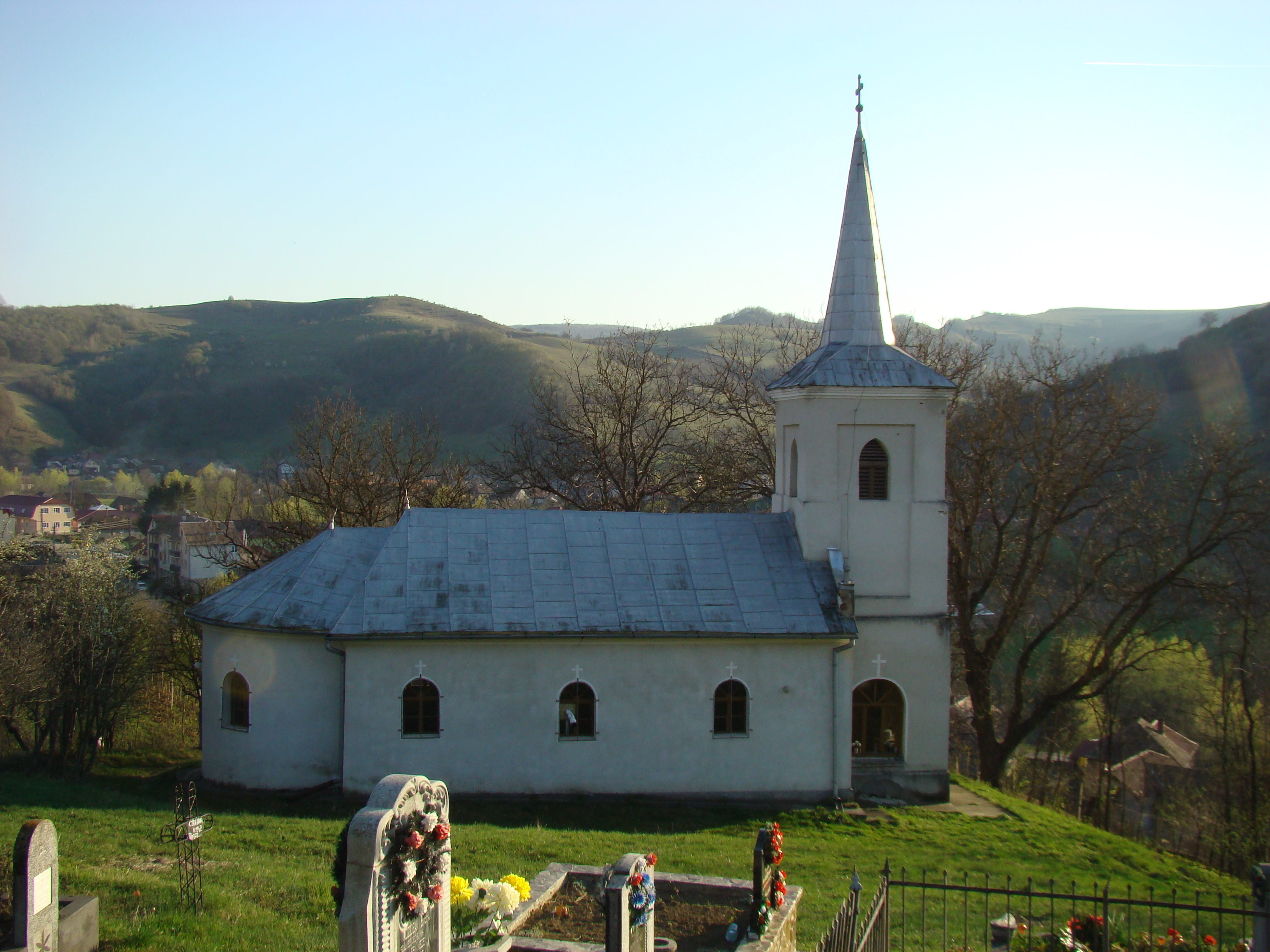
Biserica ortodoxă
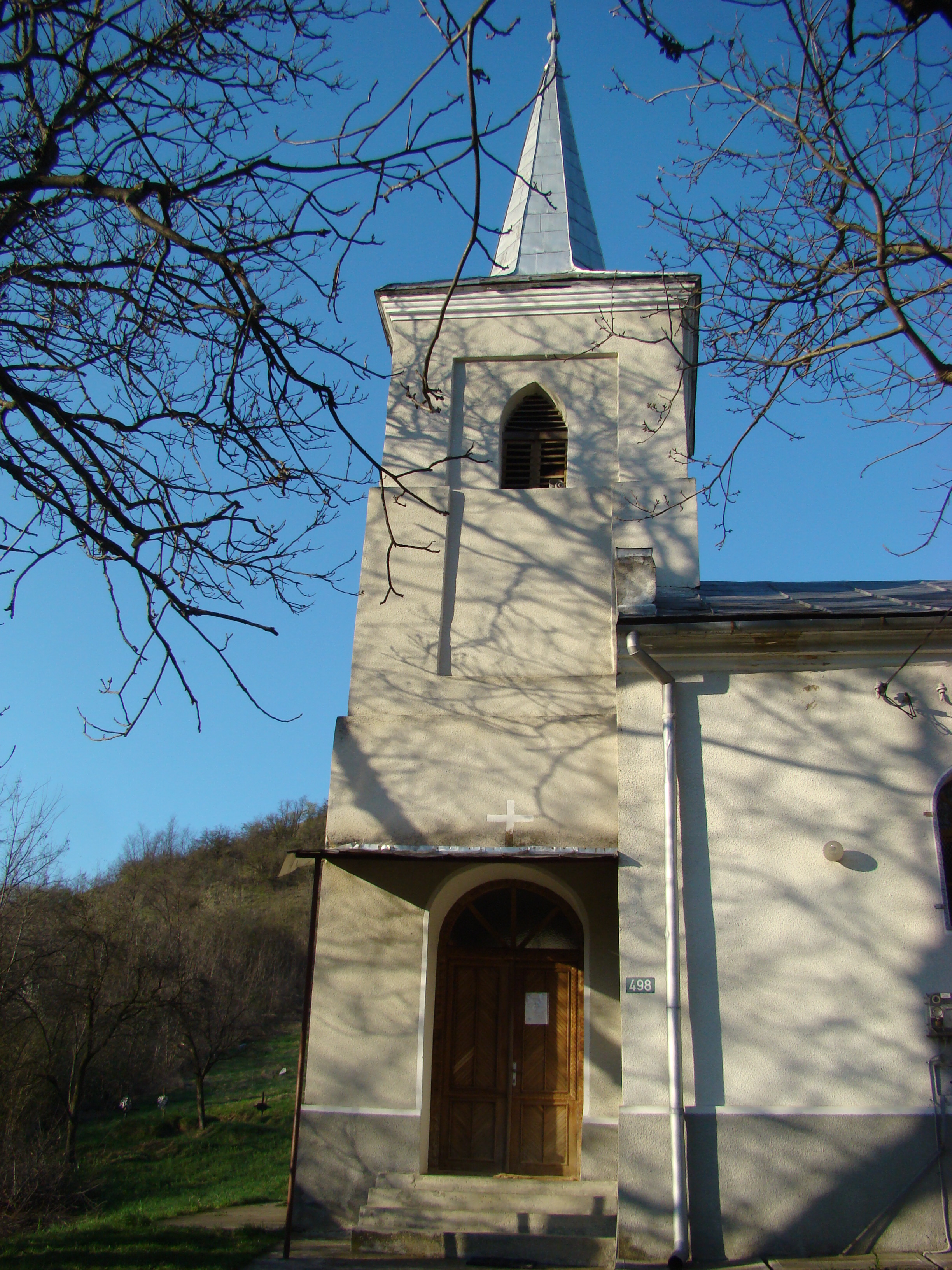
Turnul
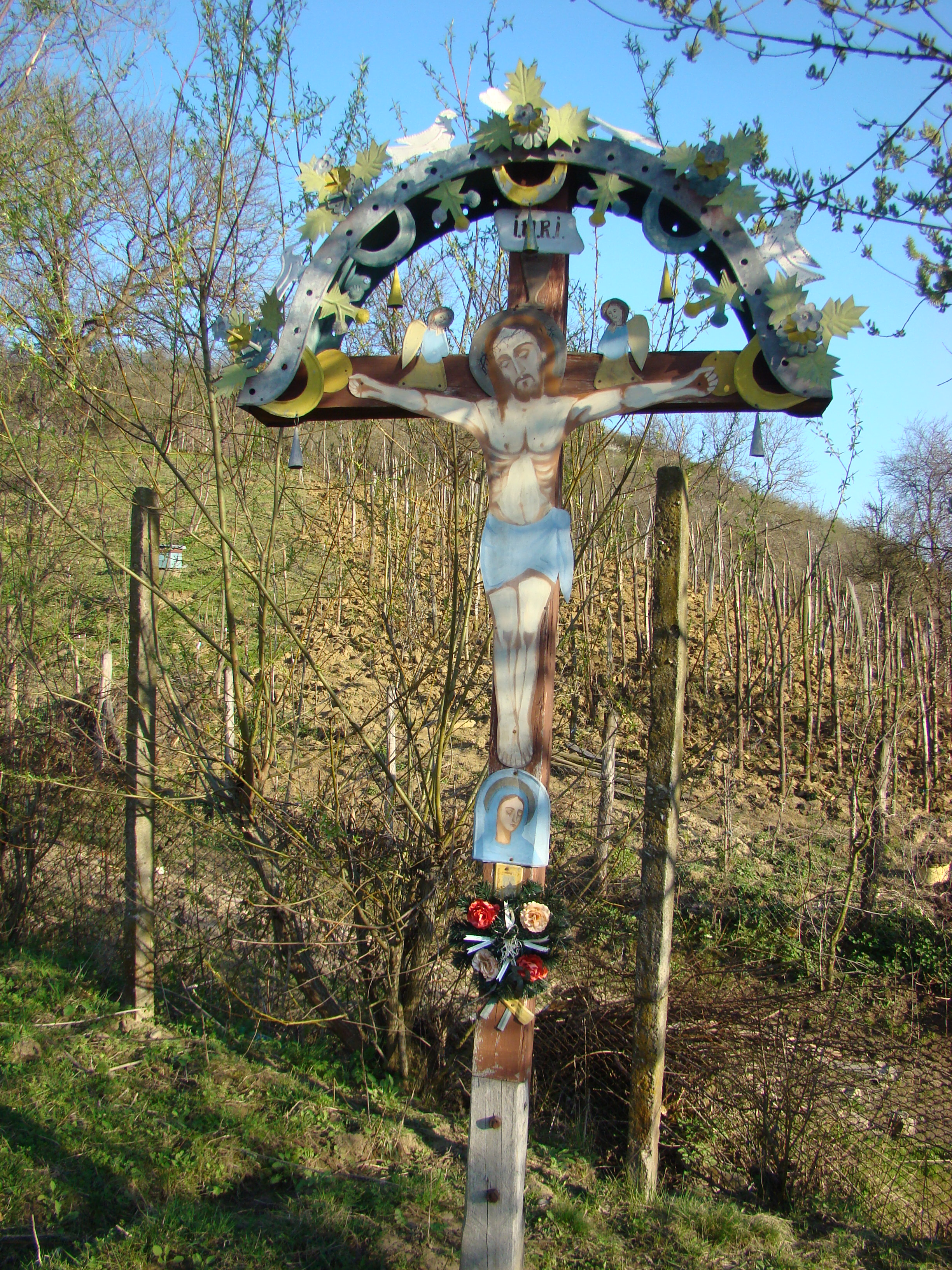
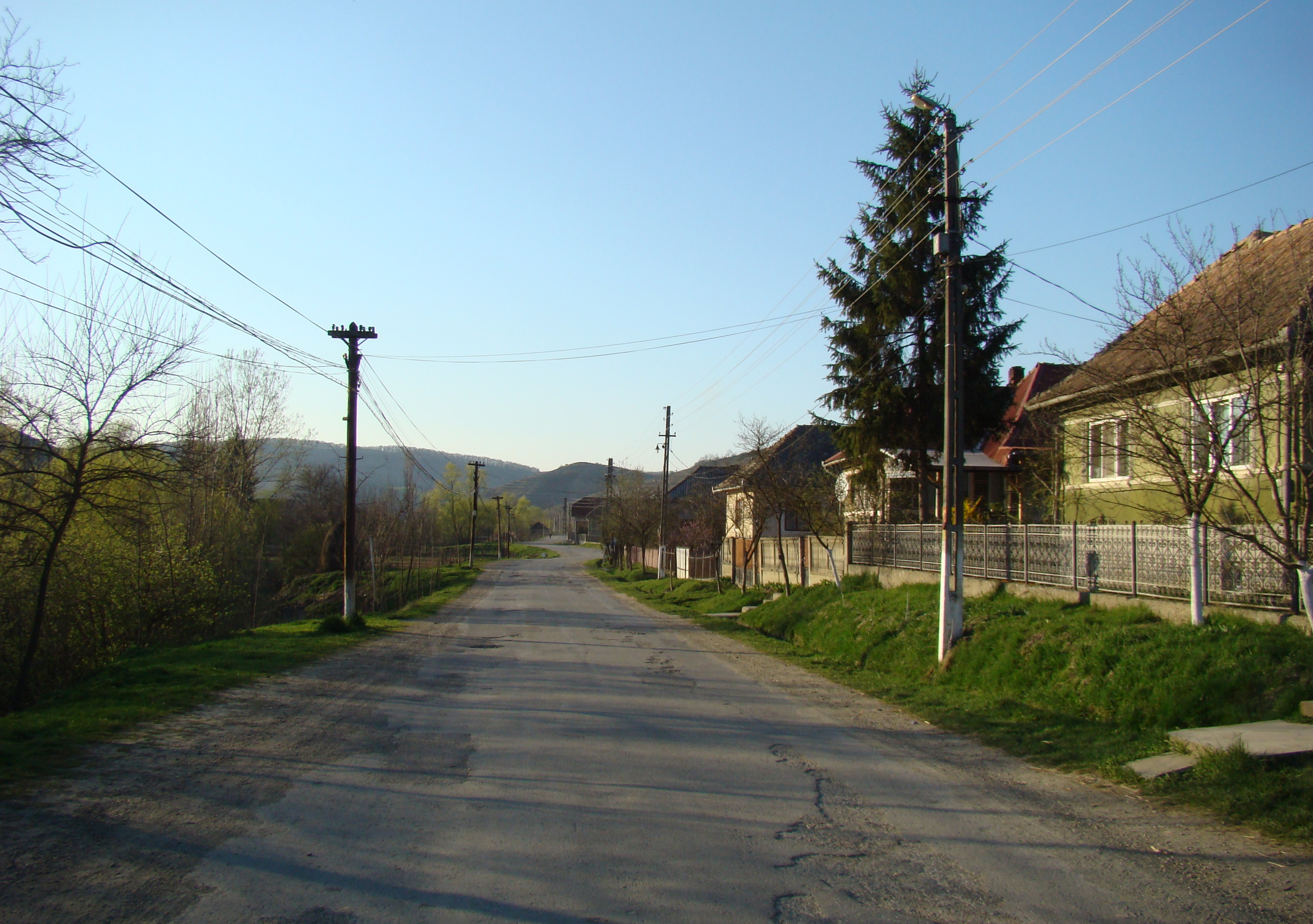
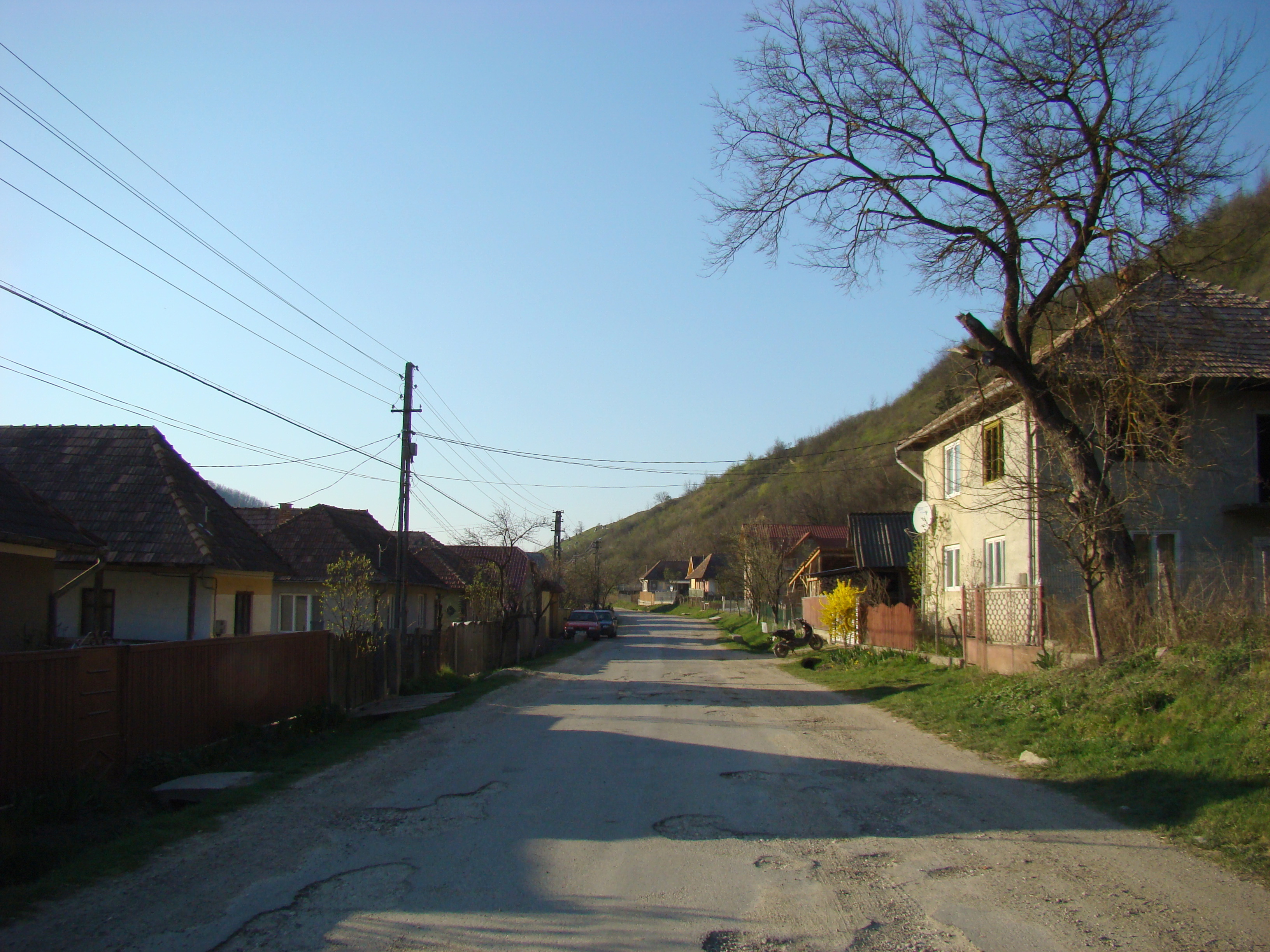
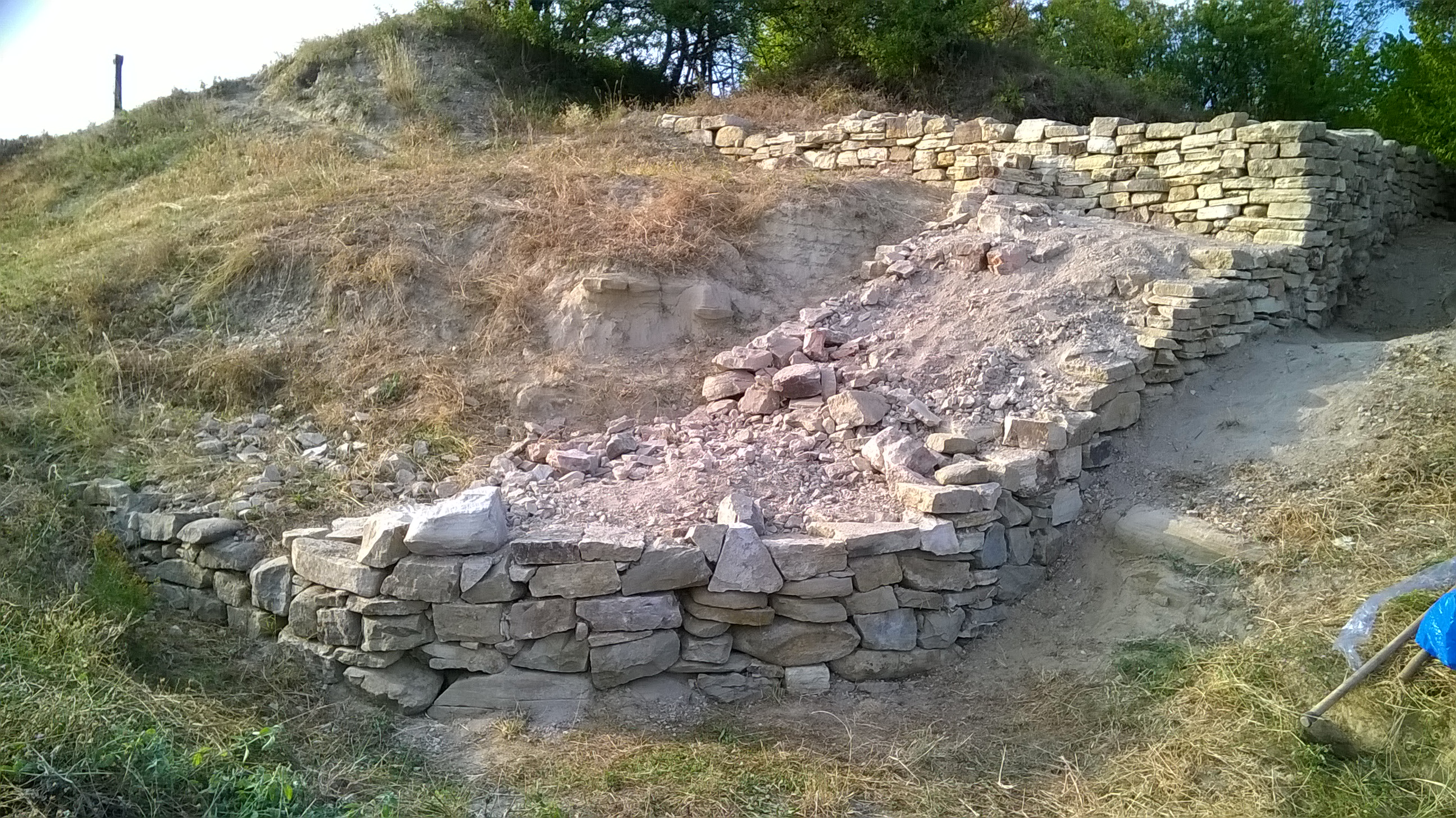
Ruinele de sud-est ale cetății Unguraș (monument istoric)
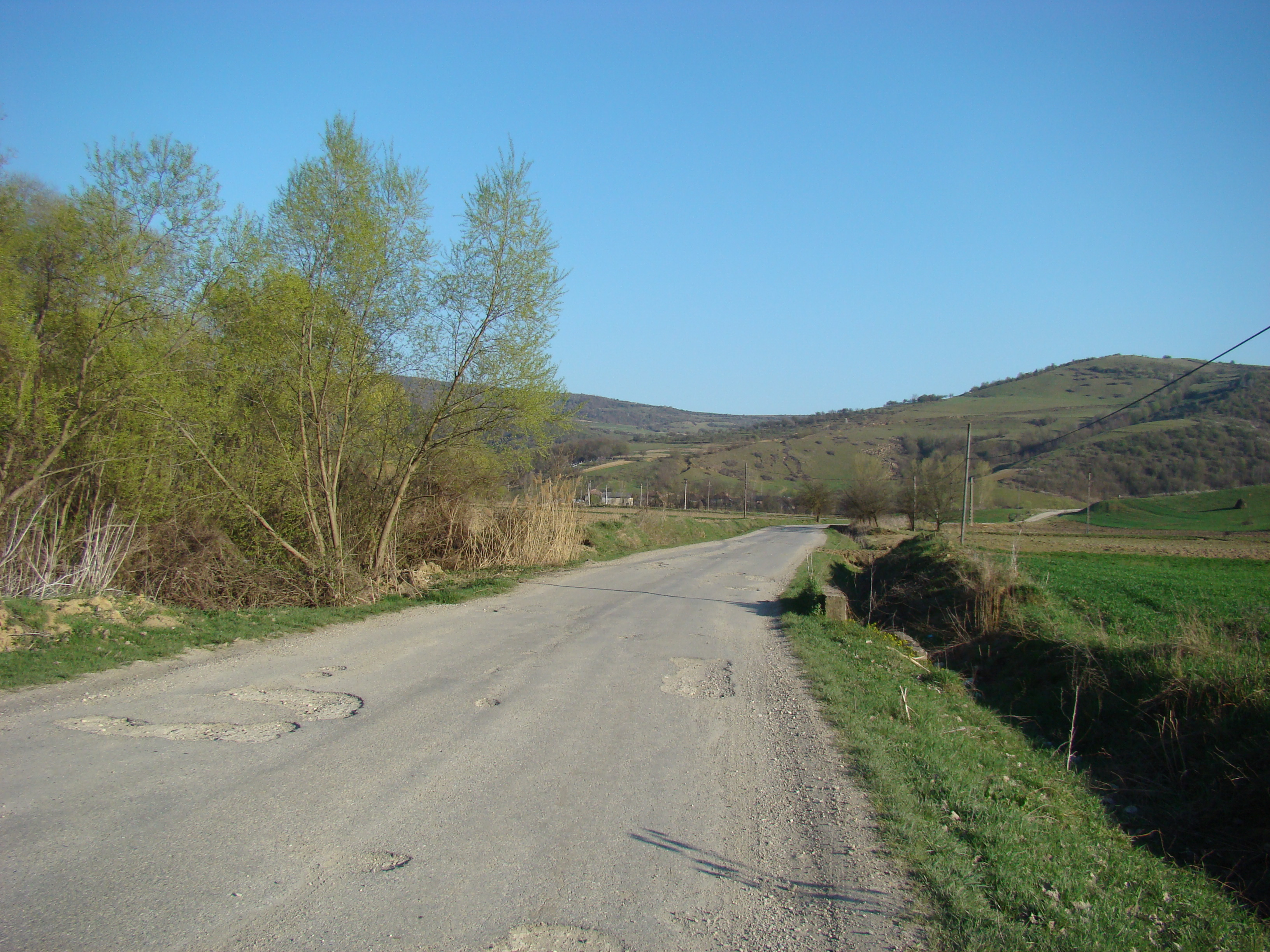
Drumul Unguraș-Valea Ungurașului